# 보세주르 요새
보세주르 요새(Fort Beauséjour)는 오늘날의 뉴브런즈윅과 노바스코샤를 연결하는 시그넥토 지협 위에 세워진 대형 다섯 개의 성채로 구성된 성형요새이다. 이곳은 오늘 날의 퀘벡, 마리팀스, 메인 북부를 포함하는 프랑스 식민지가 건설된 아카디아에 전략적으로 중요한 곳이었다. 요새는 1751년에서 1752년까지 프랑스인들에 의해 지어졌으며, 1755년에 보세주르 요새 전투를 치른 후 영국에 항복한 후 컴벌랜드 요새로 개명되었다. 요새는 1749년부터 1763년까지, 영국과 프랑스가 충돌했을 때, 1776년 컴버랜드 요새 전투에서 미국 독립 혁명의 동조자들이 격퇴 당했을 때도 중요한 역할을 했다.
오늘날 이곳은 보세주르 요새 – 컴벌랜드 요새 국립 사적지라는 명칭으로 캐나다 국정 사적이 되었다. 요새의 일부가 복원되어 있고, 이곳에 세워진 박물관에는 1700년대 프랑스와 영국 간의 갈등과 미국과 영국 간의 차후 투쟁을 설명해주고 있다. 이곳은 매년 약 6000명의 방문자들이 방문하고 있다.

## 추가 자료
- Jeremiah Bancroft kept a diary in which he gives an account of the fall of Fort Beausejour and the Expulsion of the Acadians at Grand-Pré, Nova Scotia.[4]